# Opération Noble Eagle

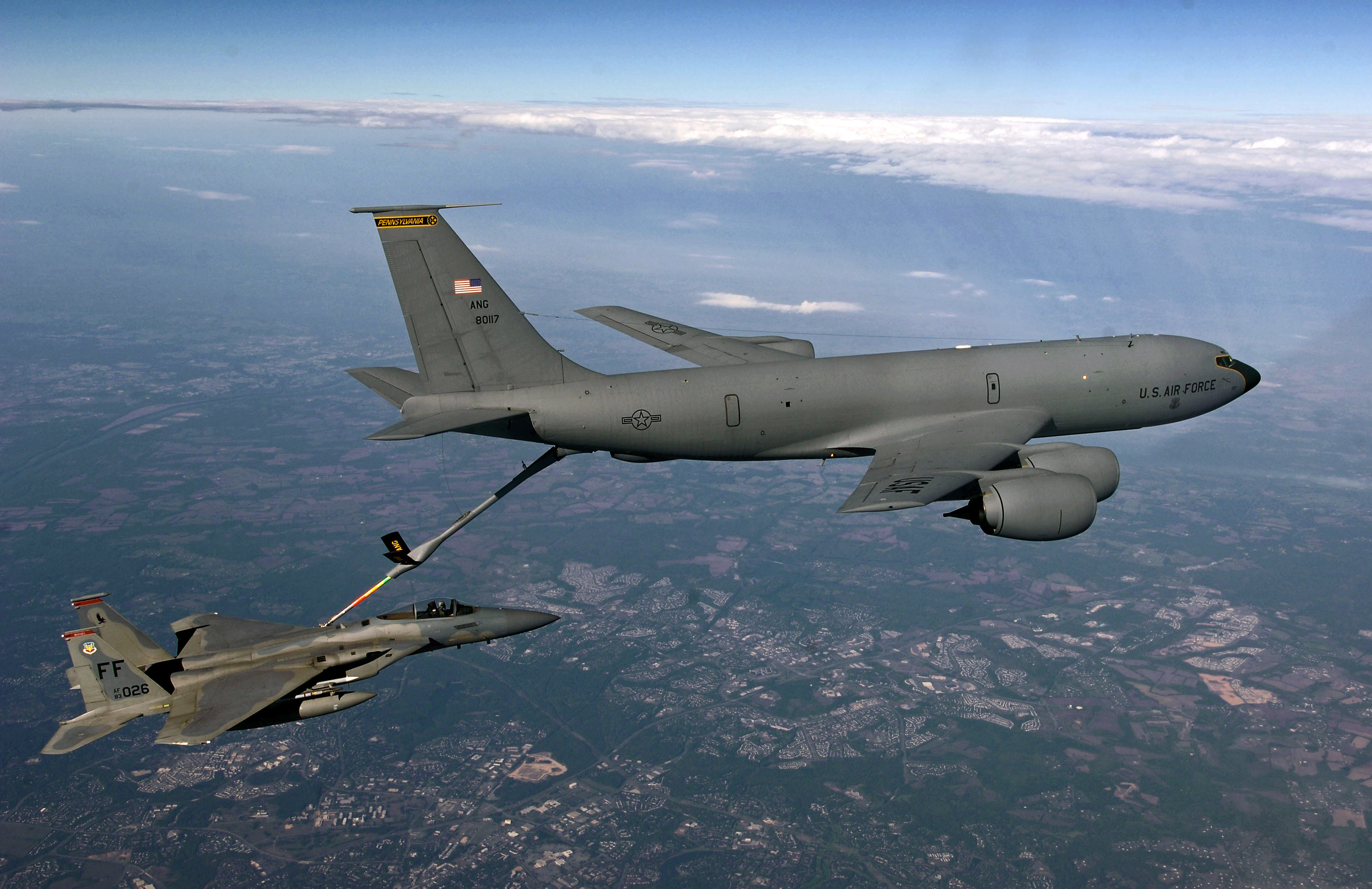
Ravitaillement en vol d'un F-15 en patrouille dans la région de Washington, D.C. par un KC-135.

L'opération Noble Eagle (ONE) est une opération de défense aérienne nord-américaine du North American Aerospace Defense Command (NORAD).
Son objectif est de défendre l'espace aérien du Canada et des États-Unis 24 h sur 24 et a débuté le 15 septembre 2001 à la suite des attentats du 11 septembre 2001 et consiste à avoir en permanence des avions de chasse au-dessus des principales métropoles et d'autres prêts à décoller dans les dix minutes dans les principales bases aériennes.
Environ 18 heures après les attaques, le nombre d'avions assignés à la défense aérienne des États-Unis est passé de 14 chasseurs en alerte à plus de 400, cela en activant les unités de réserve militaire.
Cette opération mettant en œuvre les chasseurs de l'USAF, de la Force aérienne du Canada et les AWACS américains et de l'OTAN (sept avions de l'Alliance atlantique dans le cadre de l'opération Eagle Assist (en) entre le 9 octobre 2001 et 16 mai 2002) est menée en association du plan Garden Plot.
Celle-ci a coûté 40 milliards d'euros pour ses sept premières années.

## Contribution étrangère
Outre les AWACS de l'OTAN, plusieurs pays ont participé aux missions de surveillance du territoire des États-Unis pendant les événements du 11 septembre.
Il s'agissait de détachements permanents d'entraînement stationnés aux États-Unis tel le 425th FS Black Widows utilisé par l'armée de l'air de Singapour et le 21st FS The Gamblers utilisé par la Force aérienne de la République de Chine qui sont deux escadrons basés à la base AF de Luke qui ont été offerts par leurs gouvernements respectifs et ont effectué des missions au-dessus du territoire américain pendant les événements.
D'autres avions de passages ont aussi participé : 24 CF-18 canadiens en exercice au Texas,
douze F-16 MLU néerlandais de passage en Arizona ainsi que des Panavia Tornado allemands, italiens et britanniques détachés de Goose Bay au Canada.